# Ann Cairns
Pour les articles homonymes, voir Cairns (homonymie).
Ann Cairns,  née en 1958, est une dirigeante d’entreprise anglaise. Elle dirige chez MasterCard l’ensemble des opérations en dehors des États-Unis. En 2016, Ann Cairns est incluse dans la liste des 50 femmes les plus puissantes du magazine Fortune.

## Biographie

### Formation
Ann Cairns est titulaire d’une licence en mathématiques de l'Université de Sheffield et d’une maîtrise en statistique de l'Université de Newcastle, au Royaume-Uni.

### Première femme ingénieure sur une plate-forme offshore
Au début de sa carrière, Cairns est la première femme ingénieure à travailler sur les plates-formes pétrolières offshore au Royaume-Uni. Elle est responsable de la conception et de l'essai des pipelines en mer du Nord. Elle dirige pour British Gas une équipe d'une cinquantaine d’ingénieurs en tant que responsable de l'ingénierie offshore..

### Présidente des marchés internationaux pour Mastercard
Cairns ensuite travaille dans le secteur bancaire, pendant 15 ans pour Citigroup, puis pour ABN-AMRO. En 2008, elle supervise la partie européenne de la faillite de la banque Lehman Brothers Holdings international. Puis elle devient n ° 2 chez MasterCard en 2011, elle est présidente des marchés Internationaux et membre du comité de direction de l'entreprise. Elle supervise plus 5 000 personnes dans 200 pays. Cette activité génère 61 % du chiffre d'affaires net total de MasterCard soit 9,5 milliards en 2015. 
Depuis janvier 2017, elle est aussi présidente du conseil d'administration de Ice Clear Europe Ltd, une plate-forme de compensation pour les marchés financiers,.